# Tyrese Omotoye
Tyrese Demola Huxley Omotoye (23 september 2002) is een Belgisch voetballer.

## Carrière
Omotoye ondertekende op 17 oktober 2019 zijn eerste profcontract bij Norwich City. Op 6 oktober 2020 scoorde hij in de EFL Trophy een hattrick voor de beloften van Norwich tegen Newport County. Op 2 december 2020 maakte hij zijn officiële debuut in het eerste elftal van de club: in de competitiewedstrijd tegen Luton Town (3-1-verlies) mocht hij in de 85e minuut invallen voor Josh Martin. In januari 2021 werd hij voor de rest van het seizoen uitgeleend aan derdeklasser Luton Town.
1 Gunn ·
3 Stacey ·
4 Duffy ·
5 Hanley  ·
6 Doyle ·
7 Sainz ·
8 Gibbs ·
9 Sargent ·
10 Barnes ·
11 Marcondes ·
12 Long ·
14 Chrisene ·
16 Fassnacht ·
17 Crnac ·
18 Amankwah ·
19 Sørensen ·
20 Ben Slimane ·
21 Gordon ·
23 McLean ·
25 Hernández ·
26 Núñez ·
29 Schwartau ·
33 Córdoba ·
35 Fisher ·
37 Mair ·
40 Hills ·
41 Forsyth ·
50 Warner ·
Coach: Thorup
· Assistent-coach: Riddersholm